# Alain Ipiélé
Mouya Ipiélé, dit Alain Ipiélé, né le 20 août 1997 à Paris (France), est un footballeur international congolais qui joue actuellement au Valenciennes FC au poste d'ailier.

## Carrière en club

### Parcours amateur
Ipiélé est un pur produit de la formation de l'Union sportive d'Ivry (football), qu'il rejoint à l'âge de 6 ans et avec lequel il commence sa carrière professionnelle en 2017. Il est ensuite transféré le 21 juin 2020 à Bobigny qui évolue alors en National 2. Il n'y restera qu'une seule saison avant de rejoindre le Sainte-Geneviève Football Club où il parviendra à se révéler puisqu'il marquera 13 buts et réalisera 6 passes décisives en 30 matchs.

#### USL Dunkerque (2022-2024)
Le 22 août 2022, il signe son premier contrat professionnel en étant transféré à USL Dunkerque qui évolue alors en National. A l'issue de sa première saison avec le club nordiste, il parvient à obtenir l'accession en Ligue 2 BKT en terminant 2ème du championnat derrière l'US Concarneau.

#### FC Martigues (2024-)
Le 31 janvier 2024, après avoir fait la première moitié de saison en Ligue 2 avec Dunkerque, il signe au FC Martigues en National. Le club parviendra à obtenir son accession en Ligue 2 pour la saison 2024-2025, en terminant 2ème derrière le Red Star Football Club.

## Carrière internationale
Né en France, Ipiélé est d'origine congolaise et possède les deux nationalités,. En août 2023, il est appelé pour la première fois avec le Congo pour disputer les Éliminatoires de la Coupe d'Afrique des nations de football 2023, il ne jouera cependant aucun match. Il devra attendre le 11 juin 2024 pour connaître sa première sélection lors d'une défaite 6-0 du Congo face au Maroc pour le compte des Éliminatoires de la zone Afrique de la Coupe du monde de football 2026.